# Ібраїма Траоре
Ібраїма́ Траоре́ (фр. Ibrahima Traoré, нар. 21 квітня 1988, Вільпент) — французький і гвінейський футболіст, півзахисник.
Виступав, зокрема, за клуби «Штутгарт», «Боруссія» (Менхенгладбах) а також національну збірну Гвінеї.

## Клубна кар'єра
У дорослому футболі дебютував 2006 року виступами за команду клубу «Леваллуа», взявши участь лише у 3 матчах чемпіонату. 
Згодом з 2006 по 2011 рік грав в Німеччині у складі команд клубів «Герта» та «Аугсбург».
Своєю грою за останню команду привернув увагу представників тренерського штабу клубу «Штутгарт», до складу якого приєднався 2011 року. Відіграв за штутгартський клуб наступні три сезони своєї ігрової кар'єри. Більшість часу, проведеного у складі «Штутгарта», був основним гравцем команди.
До складу клубу «Боруссія» (Менхенгладбах) приєднався 2014 року.

## Виступи за збірну
У 2010 році дебютував в офіційних матчах у складі національної збірної Гвінеї. Наразі провів у формі головної команди країни 30 матчів, забивши 7 голів.
У складі збірної був учасником Кубка африканських націй 2015 року в Екваторіальній Гвінеї.